# معاهدة الاعتذار والتعويض الليبية الإيطالية (2008)
الاعتذار الليبي لإيطاليا هو حدث دبلوماسي جرى في 30 أغسطس 2008 بمدينة بنغازي، تم خلاله توقيع معاهدة الصداقة بين ليبيا وإيطاليا، والتي تضمّنت اعتذارًا رسميًا من الحكومة الإيطالية عن الحقبة الاستعمارية في ليبيا بين عامي 1911 و1943، إضافة إلى تعويضات مالية وتنموية.
  
وقع المعاهدة بين الزعيم الليبي معمر القذافي ورئيس الوزراء الإيطالي سيلفيو برلسكوني، وتضمنت أيضًا تسهيلات تجارية للطرفين وتعزيزًا للعلاقات الثنائية.

## محتوى المعاهدة
تضمنت معاهدة الصداقة والشراكة عدة بنود أبرزها:
- اعتراف إيطاليا بمسؤوليتها التاريخية عن فترة الاستعمار.
- التزام بدفع 5 مليار دولار أمريكي كتعويضات تُنفذ على مدى 20 عامًا.
- تنفيذ مشاريع بنى تحتية كبرى، أبرزها الطريق الساحلي الليبي الممتد من الحدود التونسية إلى المصرية.
- تسهيلات اقتصادية وتجارية مشتركة.
- تعزيز التعاون الأمني، ومكافحة الهجرة غير الشرعية.[4][5]

## تنفيذ بنود المعاهدة
بعد توقيع الاتفاق، بدأت إيطاليا في اتخاذ خطوات عملية لتنفيذ مشاريع التعويض، وكان من أبرزها مشروع الطريق الساحلي الذي يُعد رمزًا للوحدة الوطنية الليبية، وركيزة أساسية ضمن بنود التعويض.

## ردود الفعل
لاقى الاعتذار الإيطالي ترحيبًا واسعًا في الأوساط الليبية، واعتُبر انتصارًا سياسيًا ودبلوماسيًا لليبيا، بينما أثار في إيطاليا بعض الانتقادات من معارضين لسياسة التعويضات.